# Bibliografía de Søren Kierkegaard

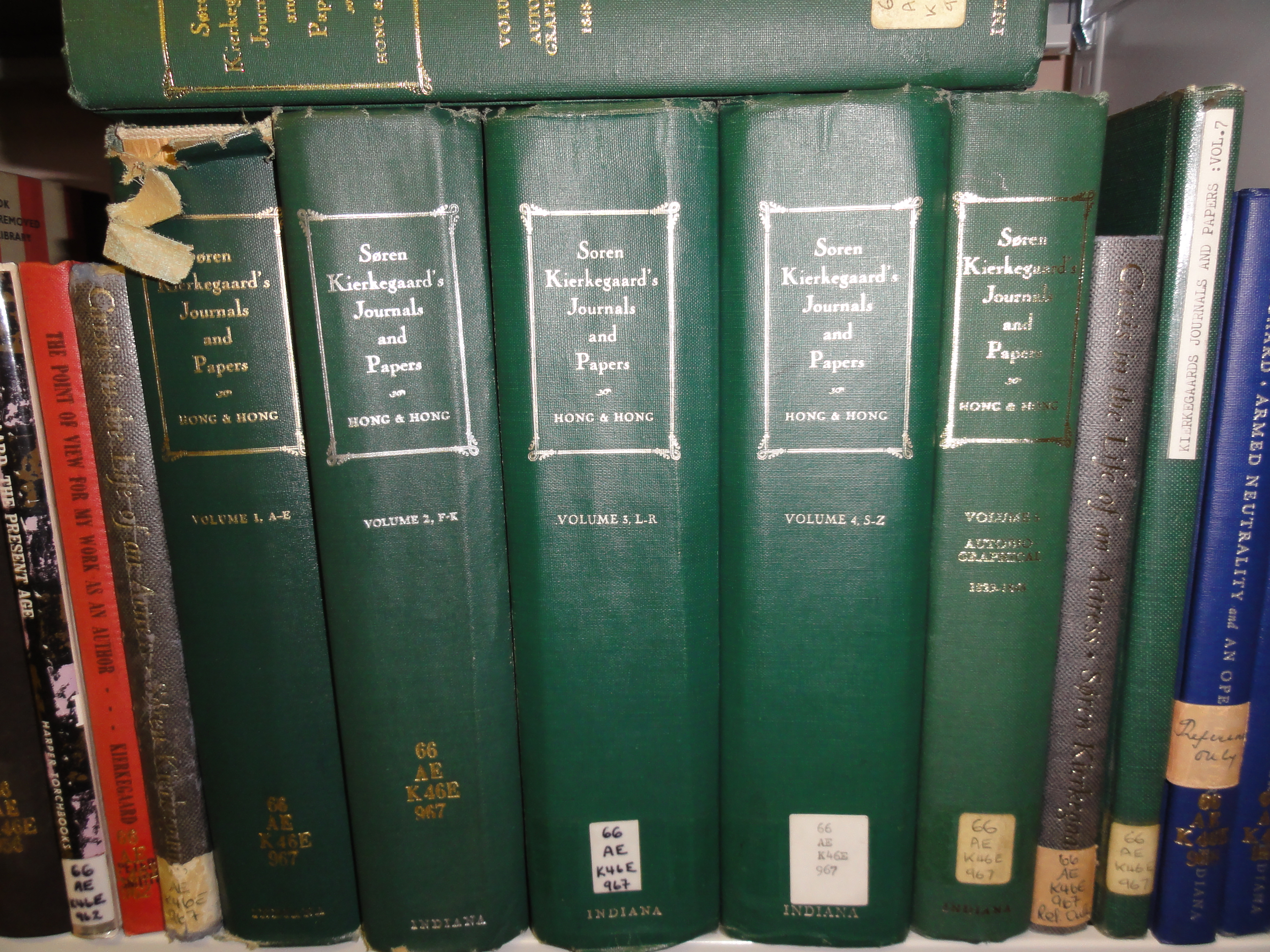
Las obras de Kierkegaard fueron voluminosas.

Este artículo es una lista de obras de Søren Kierkegaard.

## A – D
- Neutralidad armada y Carta abierta; con selecciones relevantes de sus revistas y artículos.

* trans. Howard V. Hong y Edna H. Hong con un ensayo de antecedentes y un comentario de Gregor Malantschuk.
* Bloomington, Indiana University Press 1968
- Ataque a la cristiandad

* trans. Walter Lowrie.
* Princeton, Nueva Jersey, Princeton University Press 1968
- El libro sobre Adler

* eds. y trans. Howard V. Hong y Edna H. Hong.
* Princeton, Nueva Jersey: Princeton University Press, c1998.
- Discursos cristianos y Los lirios del campo y los pájaros del aire y Tres discursos en la comunión de los viernes

* trans. por Walter Lowrie, D.D.
* Princeton, Nueva Jersey: Princeton University Press, 1974.
- Discursos cristianos ;  La crisis y una crisis en la vida de una actriz

* eds. y trans. Howard V. Hong y Edna H. Hong
* Princeton, Nueva Jersey: Princeton University Press, c1997.
- El concepto de ansiedad: una simple deliberación de orientación psicológica sobre la cuestión dogmática del pecado hereditario

* eds. y trans. por Reidar Thomte con Albert B. Anderson
* Princeton, Nueva Jersey: Princeton University Press, c1980.
- El concepto de ironía, con continua referencia a Sócrates

* Junto con notas de las conferencias de Schelling en Berlín
* eds. y trans. por Howard V. Hong y Edna H. Hong
* Princeton, N.J. Oxford: Princeton University Press, c1989 (impresión de 1992)
- Posdata final no científica a fragmentos filosóficos

* eds. y trans. por Howard V. Hong y Edna H. Hong
* Princeton, N.J. Princeton University Press, 1992.
- Posdata final no científica a fragmentos filosóficos

* Traducido por David F. Swenson, completado después de su muerte por Walter Lowrie
* Princeton, Nueva Jersey Princeton University Press, 1941
- The Corsair Affair y artículos relacionados con los escritos

* eds. y trans. por Howard V. Hong y Edna H. Hong
* Princeton, Nueva Jersey Princeton University Press, c1981.
- Índice acumulativo de los escritos de Kierkegaard: las obras de Søren Kierkegaard

* Índice acumulativo elaborado por Nathaniel J. Hong, Kathryn Hong, Regine Prenzel-Guthrie
* Princeton, Nueva Jersey Princeton University Press, c2000.
- Diario de un seductor

* trans. por Alastair Hannay
* Londres: Pushkin Press, 1999.

## E–J
- O lo uno o lo otro  (1843)
- Dieciocho discursos edificantes  (1843-1844)
- Edificando discursos en diversos espíritus  (1845)
- Miedo y temblor (1843)
- Para el autoexamen: recomendado para la época actual  (1851)
- Cuatro discursos edificantes, 1843
- De los papeles de Alguien que aún vive  (1838)
- El Sumo Sacerdote - El Publicano - La Mujer Pecadora
- `` ¡Juzga por ti mismo!  (1851, publicado póstumamente en 1876)

## K–Q
- El ataque de Kierkegaard a la "cristiandad"  1854-1855.

* Traducido, con introd., Por Walter Lowrie.
* Princeton, Nueva Jersey, Princeton University Press 1968
- El concepto de terror de Kierkegaard

* Traducido con introducción y notas de Walter Lowrie.
* Princeton, editorial universitaria de Princeton 1957.
- Posdata no científica final de Kierkegaard

* Traducido del danés por David F. Swenson, completado después de su muerte y provisto de una introducción y notas de Walter Lowrie.
* Princeton, editorial universitaria de Princeton, para la fundación escandinava americana, 1974, c1941.
- El lector de Kierkegaard

* editado por Jane Chamberlain y Jonathan R‚e.
* Malden, MA, Blackwell Publishers, 2001.
- Cartas y documentos / Kierkegaard

* Traducido por Henrik Rosenmeier, con introd. y notas.
* Princeton, Nueva Jersey: Princeton University Press, c1978.
- Una revisión literaria: Dos edades, una novela del autor de Una historia de la vida cotidiana

* Traducido con una introducción y notas de Alastair Hannay. Londres: Penguin, 2001, revisado por S. Kierkegaard.
* Publicado por J.L. Heiberg, Copenhague, Reitzel, 1845
- El Momento y Escritos tardíos

* Editado y traducido con introducción y notas de Howard V. Hong y Edna H. Hong. Princeton, Nueva Jersey.
* Prensa de la Universidad de Princeton, c1998.
- Sobre la autoridad y la revelación: El libro sobre el aliso; o, Un ciclo de ensayos ético-religiosos

* Traducido con un introd. y notas de Walter Lowrie.
* Nueva York, Harper & Row c1966
- Fragmentos filosóficos, Johannes Climacus

* Editado y traducido con introducción y notas de Howard V. Hong y Edna H. Hong. Princeton, Nueva Jersey.
* Prensa de la Universidad de Princeton, c1985.
- El punto de vista de mi trabajo como autor | El punto de vista de mi trabajo como autor; un informe a la historia y escritos relacionados

* Traducido con introd. y notas de Walter Lowrie. Recién editado con pref. por Benjamin Nelson.
* Nueva York, Harper 1962
- El punto de vista

* Editado y traducido con introducción y notas de Howard V. Hong y Edna H. Hong.
* Princeton, Nueva Jersey Princeton University Press, c1998.
- Práctica en el cristianismo

* Editado y traducido con introducción y notas de Howard V. Hong y Edna H. Hong.
* Princeton, Nueva Jersey Princeton University Press, c1991.
- Prefacios; Muestra de escritura

* Editado y traducido con introducción y notas de Todd W. Nichol.
* Princeton, Nueva Jersey Princeton University Press, c1997.
- La época actual  y  Dos tratados ético-religiosos menores

* Traducido por Alexander Dru y Walter Lowrie.
* Londres, Nueva York, etc. Oxford University Press, 1949.
- La pureza de corazón es querer una cosa; preparación espiritual para el oficio de confesión

* Traducido del danés con un ensayo introductorio de Douglas V. Steere.
* Nueva York Harper & Row 1956, c1948

## R–Z
- Repetición: un ensayo en psicología experimental

* Traducido con introducción y notas de Walter Lowrie.
* Nueva York, Harper & Row 1964, c1941
- La enfermedad hasta la muerte: una exposición psicológica cristiana para la edificación y el despertar

* Editado y traducido con introd. y notas de Howard V. Hong y Edna H. Hong.
* Princeton, Nueva Jersey: Princeton University Press, c1980.
- Etapas en el camino de la vida

* Traducido por Walter Lowrie. Introducción de Paul Sponheim.
* Nueva York, Schocken Books 1967
- Etapas de Life's Way: estudios de varias personas

* Editado y traducido con introducción y notas de Howard V. Hong y Edna H. Hong.
* Princeton, Nueva Jersey Princeton University Press, c1988.
- Reflexiones sobre situaciones cruciales de la vida humana; tres discursos en ocasiones imaginadas

* Traducido del danés por David F. Swenson, editado por Lillian Marvin Swenson.
* Minneapolis, Minn., Editorial de Augsburg c1941
- Tres discursos sobre ocasiones imaginadas

* Editado y traducido con introducción y notas de Howard V. Hong y Edna H. Hong.
* Princeton, N.J. Princeton University Press, 1993.
- Tres discursos edificantes, 1843

*  Discursos edificantes , por Søren Kierkegaard, vol. Yo, traducido del danés por David F. Swenson y Lillian Marvin Swenson,
* Editorial de Augsburg, Minneapolis, Minnesota, 1943
* Dieciocho discursos edificantes, Søren Kierkegaard 1843-1844 Copyright 1990 por Howard V. Hong
* Prensa de la Universidad de Princeton
- Tres discursos edificantes, 1844

*  Discursos edificantes , por Søren Kierkegaard, vol. III, traducido del danés por David F. Swenson y Lillian Marvin Swenson,
* Editorial de Augsburg, Minneapolis, Minnesota, 1945
* Dieciocho discursos edificantes, Søren Kierkegaard 1843-1844 Copyright 1990 por Howard V. Hong
* Prensa de la Universidad de Princeton
- Formación en el cristianismo y el discurso edificante que lo acompañó

* Traducido con una introducción y notas de Walter Lowrie.
* Princeton, N.J. Princeton University Press, 1967, impresión de 1972.
- Dos edades: la época de la revolución y la época actual, una revisión literaria

* Editado y traducido con introd. y notas de Howard V. Hong y Edna H. Hong.
* Princeton, N.J. Princeton University Press, 1978
- Dos discursos edificantes, 1843

* Discursos edificantes, por Søren Kierkegaard, vol. Yo, traducido del danés por David F. Swenson y Lillian Marvin Swenson,
* Editorial de Augsburg, Minneapolis, Minnesota, 1943
* Dieciocho discursos edificantes, Søren Kierkegaard 1843-1844 Copyright 1990 por Howard V. Hong
* Prensa de la Universidad de Princeton
- Dos discursos edificantes, 1844

* Discursos edificantes, por Søren Kierkegaard, vol. III, traducido del danés por David F. Swenson y Lillian Marvin Swenson,
* Editorial de Augsburg, Minneapolis, Minnesota, 1945
* Dieciocho discursos edificantes, Søren Kierkegaard 1843-1844 Copyright 1990 por Howard V. Hong
* Prensa de la Universidad de Princeton
- Discursos edificantes en varios espíritus

* Editado y traducido con introducción y notas de Howard V. Hong y Edna H. Hong.
* Princeton, N.J. Princeton University Press, 1993.
- Sin autoridad; El lirio del campo y el pájaro del aire; Dos ensayos ético-religiosos; Tres discursos en la Comunión los viernes; Un discurso edificante: dos discursos en la comunión de los viernes

* Editado y traducido, con introducción y notas de Howard V. Hong y Edna H. Hong.
* Princeton, Nueva Jersey Princeton University Press, c1997.
- Obras de amor

* Traducido del danés por David F. Swenson y Lillian Marvin Swenson. Con una introducción de Douglas V. Steere.
* Princeton, Nueva Jersey, Princeton University Press, 1946.
- Obras de amor

* Editado y traducido con introducción y notas de Howard V. Hong y Edna H. Hong.
* Princeton, N.J. Princeton University Press, 1995.

## Títulos originales
- Christian Discourses
- The Concept of Anxiety
- The Concept of Irony
- Concluding Unscientific Postscript
- The Crisis and A Crisis in the Life of an Actress
- Edifying Discourses in Diverse Spirits
- Either/Or
- Fear and Trembling
- For Self-Examination: Recommended to the Present Age
- Four Upbuilding Discourses (1843)
- Four Upbuilding Discourses (1844)
- From the Papers of One Still Living
- The Highpriest - The Publican - The Woman, which was a Sinner
- Judge for Yourself!
- The Lilies of the Field and the Birds of the Air
- A Literary Announcement
- The Moment
- On my Work as an Author
- Philosophical Fragments
- The Point of View of My Work as an Author
- Practice in Christianity
- Prefaces
- Repetition
- The Sickness Unto Death
- Stages On Life's Way
- Three Discourses on Imagined Occasions
- Three Upbuilding Discourses (1843)
- Three Upbuilding Discourses (1844)
- Two Minor Ethico-Religious Treatises
- Two Upbuilding Discourses (1843)
- Two Upbuilding Discourses (1844)
- Two Upbuilding Discourses at Friday Eucharist
- An Upbuilding Discourse (1850)
- Works of Love

### Textos completos
- The Journals of Kierkegaard; edición revisada, trad. por Alexander Dru
- The Journals and Notebooks of Kierkegaard del Centro de Investigación Søren Kierkegaard en Copenhague
- Journals and Papers of Kierkegaard Archivado el 28 de diciembre de 2013 en Wayback Machine. en Inglés
- Søren Kierkegaards Skrifter. Textos completos en danés de muchas obras y revistas
- Fear and Trembling. Traducido por Walter Lowrie. Publicado por Princeton University Press, 1941. Edición en línea en www.religion-online.org.
- Philosophical Fragments. Traducido por David F. Swenson y traducción revisada por Howard V. Hong. Publicado por Princeton University Press, 1936.
- Purity of Heart Is to Will One Thing. Traducido del danés y contiene un ensayo introductorio de Douglas V. Steere. Publicado por Harper, 1938.
- The Sickness Unto Death Archivado el 12 de octubre de 2007 en Wayback Machine.. Publicado por Princeton University Press, 1941.

#### Textos filosóficos (seudónimos)
- Miedo y temblor ; trans. por Walter Lowrie
- Fragmentos filosóficos ; trans. por David F. Swenson
- La enfermedad hasta la muerte Archivado el 12 de octubre de 2007 en Wayback Machine. ; trans. por Walter Lowrie

#### Theological (signed, non-pseudonymous) texts
- Discursos edificantes, de Soren Kierkegaard, traducido por David F. Swenson, 1958
- La pureza de corazón es querer una cosa ; trans. por Douglas V. Steere
- ¡Para autoexamen y juzgar por sí mismos!; trans. por Walter Lowrie
- Religiöse Reden; traducido por Theodor Haecker]

- Datos: Q3502822